# Кастильоне-дей-Пеполи
Кастильо́не-де́й-Пе́поли (итал. Castiglione dei Pepoli) — коммуна в Италии, располагается в регионе Эмилия-Романья, в провинции Болонья.
По данным Национального института статистики, население коммуны составляет, на 01.01.2023 года, 5431 человек, плотность населения ─ 82,59 чел./км².
Площадь коммуны составляет 65,76 км². Почтовый индекс — 40035. Телефонный код — 0534.
Покровителем коммуны почитается святой Лаврентий, день памяти ─ 10 августа.

## Климат
Согласно климатической классификации итальянских муниципалитетов, Кастильоне-дей-Пеполи входит в зону Е, количество градусо-дней составляет 2876.

## Население
Название жителей ─ кастильонези (итал. castiglionesi).

## Города-побратимы
- Ножан-сюр-Марн, Франция[3]

## Администрация коммуны
Главой коммуны является мэр Маурицио Фаббри (итал. Maurizio Fabbri), с 28 мая 2019 года.